# Manfred Hönig
Manfred Hönig (* 1961 in Stuttgart) ist ein deutscher Maler.

## Leben
Hönig studierte Kunstgeschichte, Philosophie, Physik und Psychologie in Erlangen und Nürnberg und lernte als Autodidakt bei verschiedenen Malern. Nach Studienreisen durch die USA, Südamerika, Europa, Asien, Australien und Nordafrika arbeitete er ab 1984 als freischaffender Künstler. Er publiziert Lehrbücher und unterrichtet als Dozent für Malerei.
Seine Werke werden seit 1984 international ausgestellt, u. a. in der Neuen Münchner Galerie, im Grand Palais in Paris, im Stadtmuseum Erlangen, im Germanischen Museum Nürnberg sowie in Galerien in London, New York, Nancy, Luxemburg sowie Texas und Mexiko-Stadt.
Hönigs Bilder wurden von öffentlichen Instituten und zum Teil von privat angekauft.
Manfred Hönigs Werk wurde mehrfach ausgezeichnet, unter anderem 1991 mit der Silbermedaille der Europäischen Kunstakademie in Luxemburg, dem 1. Platz beim Prix Robert Vrinat der Stadt Metz und der Goldmedaille der Stadt Nancy sowie 1993 und 1994 mit dem Europa-Meistertitel für die Airbrush-Technik.

## Publikationen (Auswahl)
- Der Kunst-Ratgeber Aquarellmalerei. Naturalistische Landschaften. Englisch Verlag, ISBN 978-3-8241-1206-7
- Der Kunst-Ratgeber Aktzeichnen. Von der Studie zum Bild. Englisch Verlag, ISBN 978-3-8241-1282-1
- Der Kunst-Ratgeber Acrylmalerei. Hilfsmittel und Möglichkeiten. Englisch Verlag, ISBN 978-3-8241-1227-2
- Bilderrahmen: Bauen, gestalten, vergolden Englisch Verlag, ISBN 3-8241-1244-2